# Brush with Greatness
"Brush with Greatness" är avsnitt 18 från säsong två av Simpsons och sändes på Fox i USA den 11 april 1991. I avsnittet får familjen reda på att Marge ofta målade  sin ungdomskärlek, Ringo Starr, i high school och efter att Lisa övertalat henne börjar hon med måleriet igen och Mr. Burns låter henne måla ett porträtt av honom. Homer börjar under tiden gå ner i vikt sedan han fastnat i en vattenrutschkana i vattenlandet Mt. Splashmore. Avsnittet skrevs av Brian K. Roberts och regisserades av Jim Reardon. Ringo Starr medverkar som sig själv och Jon Lovitz medverkar som Marges bildlärare, professor Lombardo och munkleverantör. Avsnittet var det näst mest sedda på Fox under veckan det sändes.

## Handling
Efter att Bart och Lisa kollat på Krusty övertalar de sina föräldrar att de ska få åka till vattenparken, Mt. Splashmore. Familjen har kul där men då Homer åker vattenrutschbanan, H2WHOA! fastnar han i en tunnel. Homer skäms över att hans fett gjorde att han fastnade och han bestämmer sig för att gå ner i vikt. Homer och Bart går upp till vinden för att hämta hans gamla vikter, de hittar där några av Marges målningar hon gjort och då Homer ser att flera av dem föreställer Ringo Starr blir han arg på Marge. Marge berättar att hon var kär i Ringo när hon gick på high school och då Lisa frågar henne varför hon slutade med måleriet berättar hon att hennes lärare var kritisk mot hennes målningar. Hon skickade då ett brev till Ringo för att få veta vad han tyckte, men hon fick inget svar och slutade måla. Lisa tycker att Marge ska fortsätta med måleriet och hon börjar på en målerikurs. Homer håller på med sin träning medan Marge börjar måla igen. 
Efter att Marge vinner en teckningstävling vill Mr. Burns att hon ska måla ett porträtt av honom till nya flygeln på konstmuseet som han sponsrar efter att han tackat nej till alla andra konstnärer i Springfield. Marge accepterar utmaningen som handlar om att göra honom vacker. Mr. Burns börjar besöka familjen Simpson för att stå som modell för sin tavla. Under hans besök irriterar han sig på Maggies klängande, Lisas saxofon och Marge gillar inte hur han behandlar Waylon Smithers och efter att han häcklar Homer som är glad över att han gått ner i vikt kastar Marge ut honom. Marge tänker inte göra tavlan längre men efter att hon får ett svar från Ringo som berättar att han gillar hennes tavla fortsätter hon med porträttet. Marge målar utan uppehåll men hon har problem att få honom att bli vacker men får sedan en idé. Det är dags för premiären av Burns flygel och då alla får se Marge porträtt blir de chockade. Målningen är en naken, skör och svag Burns. Efter att Marge förklarar varför hon målade honom naken börjar de gilla målningen och Burns berättar för henne att han vet vad han hatar och han hatar inte målningen och tackar för att hon inte skämtade om hans könsorgan. Marge berättar för Homer då han gått att hon trodde att hon gjorde det.

## Produktion
Avsnittet skrevs av Brian K. Roberts och regisserades av Jim Reardon. Det var det första avsnittet som Roberts skrev efter tidigare jobbat med ljudet och visualiseringen. Ringo Starr medverkar som sig själv, därefter har också George Harrison och Paul McCartney från Beatles medverkat. Från början skulle inte Starr medverkat som sig själv men efter att de fick idén att Marge hade en kärlek till honom frågade de honom, vilket Roberts även såg som en chans att möta en från Beatles.
Starr gillade manuset och spelade in replikerna i Los Angeles ett par veckor efter att han fick manuset. Innan Starr kom bestämde Matt Groening flera saker om besöket, som att de inte fick röra honom eller be om hans autograf. Brian lydde inte och fick honom att signera en affisch. Roberts har försvarat sig efteråt att han inte fick veta reglerna. Groening frågade Starr om han ville se ut som i Gul gul gul är vår undervattningsbåt eller The Beatles. Starr valde Gul gul gul är vår undervattningsbåt eftersom han gillade den mest. Jon Lovitz medverkar också som Lombardo och en munkleverantör. Lombardo är Marges teckningslärare och hans utseende baserade Reardon på sin konstlärare.

## Kulturella referenser
Kön till attraktionen H2WHOA! är baserat på en trappa i Trappa upp och trappa ned. Sättet som Krusty tar bort clownsminket är samma sätt som Jokern i Batman. Då Homer säger att Gud ska vara hans vittne att han inte ska vara hungrig igen är det en referens till filmen Bort med vinden. Då Homer tränar är scenen en referens till Rocky i filmen Rocky. Då Homer ska kolla sin vikt i en scen spelas musiken från Den gode, den onde, den fule. En kopia av Andy Warhols Campbell's Soup Cans finns i Burns flygel.

## Mottagande
Avsnittet hamnade på plats 27 över mest sedda program under veckan med en Nielsen ratings på 12.0 vilket ger 11 miljoner hushåll och det näst mest sedda på Fox under veckan. IGN har placerat Beatles medlemmarnas medverkan som de tionde bästa gästskådespelarna i serien. De anser att även om de inte är stora idag har de varit en av världens mest populära band. Doug Pratt på Rolling Stone anser att avsnittet är genomtänkt och att han gillade Starrs medverkan och Marges talang för målning. Paul A. Cantor har i Gilligan Unbound: Pop Culture in the Age of Globalization sagt att Brian K. Roberts har visat igen sin kunskap med sitt arbete i avsnittet och han att gillar att Marge är konstnär.
Hos DVD Movie Guide har Colin Jacobson sagt att från början till slutet innehåller avsnitt flera bra punkter. Det är den första som förklarar Marges personlighet i en större omfattning och placerades vid en lämplig tidpunkt efter att de sände Old Money. I boken I Can't Believe It's a Bigger and Better Updated Unofficial Simpsons Guide har Warren Martyn och Adrian Wood skrivit att de gillar avsnittet som ger Marge en lagom del av huvudhandlingen. De tycker att eftersom Burns var allmänt otrevlighet i avsnittet blev hans reaktion på tavlan oväntat, de tillägger också att de gillar scenen med vattenlandet. Ringo Starr har efter avsnittet sänts berättat att han inte har tid att svara på fansens brev. Starr har inte sagt att det har något med avsnittet att göra men media har sett kopplingen.